# Atrococcus groenlandensis
Atrococcus groenlandensis  (лат.) — вид полужесткокрылых насекомых-кокцид рода Atrococcus из семейства мучнистые червецы (Pseudococcidae).

## Распространение
Северная Америка: Гренландия.

## Описание
Питаются соками растений, например, таких как Artemisia borealis; Hieracium rigorosum (Астровые); Campanula gieseckiana (Колокольчиковые); Melandrium affine/triflorum; Viscaria alpina (Гвоздичные); Arctostaphylos uva-ursi; Vaccinium (Вересковые); Thymus drucei (Яснотковые); Epilobium angustifolium (Кипрейные); Poa glauca (Злаковые); Rumex acetosella (Гречишные); Coptis trifolia (Лютиковые); Dryas integrifolia; Potentilla tridentata (Розоцветные); Salix glauca; Salix arctophila (Ивовые); Saxifraga tricuspidata (Камнеломковые).
Вид был впервые описан в 2005 году энтомологами Карлом-Акселем Гертссоном (Gertsson, C. A., Лунд, Швеция) и Крисом Ходжсоном (Hodgson, C., Department of Biodiversity and Biological Systematics, The National Museum of Wales, Кардифф, Уэльс, Великобритания) вместе с видами Chorizococcus multiporus, Trionymus bocheri, Trionymus elymus и Pulvinaria glacialis). Atrococcus groenlandensis включён в состав рода Atrococcus вместе с видами A. luffi, A. suaedae, A. bartangica, A. melanovirens, A. colchicus, A. gouxi, A. altaicus, A. pauperculus, A. salviae, A. saxatilis, A. labiatarum, A. zirnitsi и другими таксонами.